# Williams Padura Diaz
Williams Padura Diaz (ur. 24 października 1986) – kubański siatkarz, grający na pozycji atakującego. 
Jego starszym bratem jest Ángel Dennis, który również jest siatkarzem. 

## Sukcesy klubowe
Mistrzostwo Kataru:
- 2016